# Alive (dúo)
Alive es el dúo de pop formado por Marta Coca (voces) y Diego Gómez (programación).

## Información general
Marta Coca (Salamanca) y Diego Gómez (Vitoria) se conocen mientras cursaban estudios en Vitoria. Diego, apasionado por la música de pop electrónica británica, comenzaba a componer sus primeros temas y buscaba una voz suave para cantarlos. Tras unas conversaciones Marta se unió al grupo. Su primera experiencia fue grabar una versión del tema "It's a sin" de los británicos Pet Shop Boys para el disco tributo "attribute" coordinado por Internet.

## Demos
Tras esta primera experiencia componen sus primeros temas en una maqueta entre los que se encuentran "Ang3l", "Discoteca" (que en el futuro se convertiría en el tema "En el infierno estoy mucho mejor") y "Soñar" caracterizados ya por sus melodías pegadizas, sus letras tristes e irónicas y la voz suave de Marta Coca. Tras esta primera maqueta, titulada "Demo #1" la actividad musical se ve interrumpida cuando Diego se traslada a Barcelona.
Marta y Diego se vuelven a encontrar en Barcelona tiempo después y comienzan a trabajar en nuevos temas, que encapsulan bajo el título "Demo #2" junto con la ayuda de David Cervelló. Dicha maqueta incorporaba primeras versiones de temas como "Existe un lugar". Es en esos momentos cuando deciden enviar una maqueta al grupo Cassino (formado por Raquel Palacio y David Sanz) que habían publicado su trabajo Consecuencias, y con los que comparten gustos musicales, a partir de lo cual surge una amistad que les empujaría a trabajar en nuevos temas.
Estas maquetas llegarían a las manos de Aviadordeluxe, artista madrileño incorporado en la llamada corriente "Removida". Junto a él compondrían la canción "Discusiones Bizantinas", denominado por algunos medios como "un verdadero himno del siglo XXI", que les dio a conocer en la música underground madrileña, y sobre todo en las conocidas fiestas "En plan travesti" en las que llegarían a actuar. Además "Discusiones Bizantinas" aparecería publicada en el recopilatorio que recibe el mismo nombre de las fiestas. Dicho disco les pone en contacto con Juan Tormento, componente de algunos de los más conocidos grupos de la "movida madrileña" y que militaba en el grupo Glamour To Kill junto a Luís Miguelez y Antonio Glamour, que a la postre sería el productor de algunos temas de su primer LP. En esos momentos alive ya tenía fama de ser un grupo diferente en directo y en sus propuestas musicales, más próximas al "mainstream" que al "underground". Además de ser descrito como "el mejor grupo español bajo el que se pueden bailar las tristezas".

## Existe un lugar
Poco después uno de sus primeros temas, "Ang3l", es regrabado, producido y remezclado por JavierGarcía, artista que ya había remezclado con éxito a Fangoria, Amaral y a "Cassino". Dicho tema, que trata sobre la vida después de la muerte, recibió excelentes críticas y animó al grupo a grabar en formato de LP una colección de canciones. Para ello se ponen en contacto con Juan Tormento y JavierGarcía quienes producen el LP de demos con título "Existe un lugar" (2007) bajo el sello creado por el propio grupo "addaia | pop electrònique". En el proceso de creación del disco conocen a Luís Fernández Castro, quien había trabajado durante largos años en la discográfica Warner Music Spain y en esos momentos estaba poniendo en marcha su propia oficina de Management “Pop Entertainment” y sería a partir de entonces manager del grupo alive.
Los temas que componían este álbum son:
- Dime cómo fuiste capaz
- Existe un lugar
- Discusiones Bizantinas
- No me hagas bailar
- Ang3l
- El amor no es un cuento
- Señora de excesos
- No nos encontramos en la situación
- Soñar
- Aunque no lo creas
- Existe un lugar (remezcla de Jet7)
- Electrodiscusiones (remezcla JavierGarcía)

## Lolita, ángel y aprendiz
Luís Fernández, quien también era mánager del grupo SPAM formado por Juan Sueiro y Juan Carlos Molina ('Moli'), les anima a grabar algún tema junto a Juan Sueiro, experiencia bajo la que resulta una versión actualizada del tema "Existe un lugar (versión 2008)". Dicho tema se convierte automáticamente, acompañado de un videoclip muy visual, en su mayor éxito hasta la fecha y deciden grabar su nuevo disco bajo la producción de Juan Sueiro. El resultado será "Lolita, ángel y aprendiz" (2009) disco concebido como una colección de singles, que recibe excelentes críticas y con el que son nombrados en algunos medios como "el mejor grupo de pop electrónico nacional del momento". 
"Lolita, ángel y aprendiz" es precedido por la publicación del sencillo "O tú o yo" que contenía remezclas y versiones tanto de este tema como de "Existe un lugar"
Los temas del disco, todos ellos compuestos por el grupo, van desde el pop directo del tema que da nombre al álbum "Lolita, ángel y aprendiz" hasta el llenapistas "En el infierno estoy mucho mejor" pasando por joyas del pop como "Quién me iba a decir que me ocurriría a mí" o la sorprendente "Te quiero, ¡idiota!" que cierra el disco.
Los temas que componen el disco son:
- Lolita, ángel y aprendiz
- O tú o yo
- Quién me iba a decir que me ocurriría a mí
- Acelerada
- En el infierno estoy mucho mejor
- Error circular
- Todo esto para qué
- Miénteme
- Nunca fuimos cobardes
- Fantasmas del amor
- Existe un lugar
- Te quiero, ¡idiota!

## Nuevos trabajos
En junio de 2011 el grupo vuelve a sorprender al publicar su nuevo single "¡Huyamos!" tras varios meses de silencio. Producido de nuevo por Juan Sueiro el sencillo incorpora arreglos de violines y ni la portada, realizada por Mista Louis, ni el videoclip muestran la imagen de Marta o Diego por primera vez en un cambio radical de concepto.
En las múltiples entrevistas que el grupo ofrece queda claro que no habrá un CD físico del grupo y que se irán sucediendo diferentes singles acompañados de su correspondiente videoclip.
En octubre de 2011, editan un nuevo sencillo "No hay trampa ni cartón", que al igual que el anterior y adaptándose a los nuevos tiempos, se publica solo en soporte digital en las principales tiendas digitales.

## Videoclips
Una de las facetas más conocidas del grupo es su excelente puesta en escena y un look elegante y muy cuidado que miman constantemente, además de apoyarse en sus excelentes videoclips. alive se convierte con los siete videoclips de su disco "Lolita, ángel y aprendiz" en el grupo español que más videoclips de canciones de un solo disco publica.

## Imagen
alive siempre se ha caracterizado por una imagen elegante y singular que les distingue claramente del resto de grupos pop. Durante sus primeros videoclips y directos han trabajado con el diseñador Fran De Gonari quien es el responsable de la mayoría de su vestuario.

## Discografía

### Álbumes de estudio
- 2007: "Existe un lugar"
- 2009: "Lolita, ángel y aprendiz"

### Singles
- 2008: "O tú o yo"

## Videografía
- 2007: "Ang3l"
- 2008: "Existe un lugar"
- 2008: "O tú o yo"
- 2008: "Todo esto para qué"
- 2009: "Quién me iba a decir que me ocurriría a mí"
- 2009: "Acelerada"
- 2010: "Te quiero, ¡idiota!"
- 2010: "Lolita, ángel y aprendiz"
- 2010: "En el infierno estoy mucho mejor"
- 2011: "¡Huyamos!"
- 2011: "No hay trampa ni cartón"